# 栃木県道46号宇都宮真岡線
栃木県道46号宇都宮真岡線（とちぎけんどう46ごう うつのみやもおかせん）は、栃木県宇都宮市から真岡市に至る県道（主要地方道）である。

## 概要
宇都宮市市街地から南東に伸びほぼ直線状に真岡市市街地までを結ぶ道路。途中鬼怒川を渡る桑島大橋西側から真岡市の井頭公園付近までは国道121号と重複している(瑞穂野バイパス開通前は新4号国道との下栗交差点から重複していた)。

### 路線データ
- 総延長：18.067 km[要出典]
- 実延長：13.008 km[要出典]
- 起点：栃木県宇都宮市簗瀬1丁目（簗瀬大橋東＝栃木県道35号宇都宮結城線交点）
- 終点：栃木県真岡市荒町（荒町寿町交差点＝栃木県道47号真岡上三川線・栃木県道257号西小塙真岡線交点）
- 認定：1993年（平成5年）4月1日

## 歴史
- 1993年（平成5年）5月11日 - 建設省から、県道宇都宮真岡線が宇都宮真岡線として主要地方道に指定される[1]。
- 2003年（平成15年）2月 - 沿道のアカマツ林がうつのみや百景に選定される[2]。
- 2009年（平成21年）4月1日 - 終点が高寺歩道橋交差点から荒町寿町交差点に変更される[3]。
- 2010年（平成22年）11月1日 - 宇都宮市内の一部区間で経路変更（市道との相互移管）[要出典]

## 路線状況

### 別名
- 平成通り（宇都宮市・中河原郵便局前〜宇都宮市東簗瀬1丁目付近）
- 真岡街道（宇都宮市内での呼び方）
- 宇都宮街道（真岡市内での呼び方）

### 重複区間
- 国道121号（宇都宮市下桑島町交差点 - 真岡市下籠谷・井頭公園西交差点）
- 国道408号（宇都宮市上籠谷町交差点 - 真岡市下籠谷交差点）
- 栃木県道158号下岡本上三川線（宇都宮市下桑島町 地内）

## 地理

### 通過する自治体
- 宇都宮市
- 真岡市

### 交差する道路
- 栃木県道35号宇都宮結城線（起点）
- 国道4号（宇都宮市・簗瀬3丁目交差点）

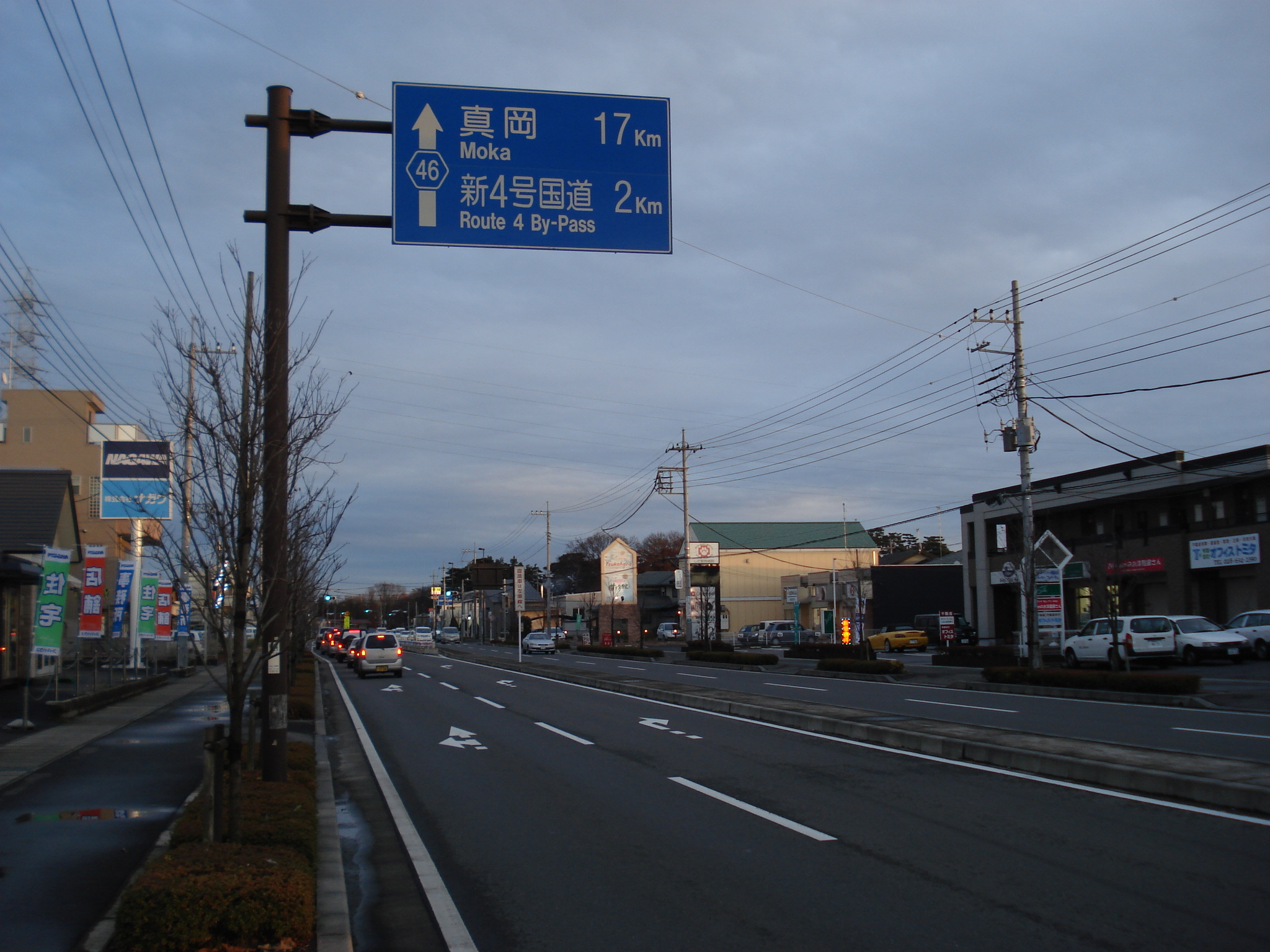
宇都宮市下栗町付近

- 栃木県道320号二宮宇都宮線（宇都宮市・簗瀬郵便局前）
- 新4号国道（宇都宮環状道路）（宇都宮市下栗町・下栗交差点）
- 栃木県道158号下岡本上三川線（宇都宮市下桑島町）
- 国道121号・栃木県道158号下岡本上三川線（宇都宮市下桑島町交差点）
- 栃木県道289号二宮宇都宮自転車道線（宇都宮市下桑島町）
- 国道408号（宇都宮市上籠谷町交差点）
- 国道408号（真岡市下籠谷・下籠谷交差点）
- 国道121号（真岡市下籠谷・井頭公園西交差点）
- 国道408号 鬼怒テクノ通り（真岡市下籠谷、真岡北陵ランプ交差点）
- 栃木県道61号真岡那須烏山線・栃木県道156号石末真岡線（真岡市荒町・荒町泉町交差点）
- 栃木県道47号真岡上三川線・栃木県道257号西小塙真岡線（終点）